# Tritoxa pollinosa
Tritoxa pollinosa är en tvåvingeart som beskrevs av Cole 1919. Tritoxa pollinosa ingår i släktet Tritoxa och familjen fläckflugor. Inga underarter finns listade i Catalogue of Life.